# Clément-Bayard
Clément-Bayard (también conocida como Bayard-Clément), fue una empresa francesa fabricante de automóviles, aviones, dirigibles y bicicletas, fundada en 1903 por el emprendedor Gustave Adolphe Clément, activa hasta el año 1922.
La compañía intervino decisivamente en la fundación de la empresa británica Clément-Talbot, origen de una compleja historia de marcas automovilísticas ligadas al nombre Talbot a ambos lados del Canal de la Mancha.

## Historia
Desde 1903 los automóviles Clément-Bayard fueron construidos en su moderna fábrica de Mézières, conocida como La Macérienne, que Clément había diseñado en 1894 principalmente para manufacturar bicicletas.
Clement-Bayard se introdujo en el campo de la aviación en 1908, anunciando la construcción del 'planeur' de Louis Capazza (un dirigible lenticular), en la revista L'Aérophile en mayo de 1908. Sin embargo, nunca se construyó. Adolphe Clément sí construyó en cambio el monoplano Demoiselle N° 19 de Alberto Santos Dumont, diseñado para competir en la Coupe d'Aviación Ernest Archdeacon, premio del Aéro-Club de Francia. Fue la primera aeronave en todo el mundo producida en serie. Hacia 1909 Clement-Bayard obtuvo la licencia para fabricar motores Wright junto a sus propios diseños.
En 1908 la empresa "Astra Clément-Bayard" empezó a fabricar dirigibles en una nueva fábrica situada en La Motte-Breuil.
En 1914, durante la Primera Guerra Mundial, la fábrica La Macérienne de Mézières fue capturada por el ejército alemán, y la construcción de automóviles en Levallois-Perret (París), fue suspendida, dedicándose la fábrica entonces a la producción de guerra, incluyendo equipamiento y vehículos militares, aero motores, dirigibles y aviones.
En 1922 la compañía fue disuelta, y la fábrica de París fue vendida a Citroën, tras acusar la grave crisis debida al devastador efecto que tuvo sobre la empresa la Primera Guerra Mundial.
Hacia 1909, Adolphe Clément había recibido permiso del Consejo de Estado de Francia para cambiar su nombre a Adolphe Clément-Bayard, haciéndolo coincidir con el nombre de la marca de automóviles. El nombre conmemora al Chevalier Pierre Terrail, señor de Bayard, quien salvó la ciudad de Mézières en 1521. Una estatua del Chevalier situada delante de la fábrica de Clément en Mézières (obra del escultor Aristide Croisy), motivó que su imagen fuese incorporada como emblema de la compañía.

## Fabricación de motores

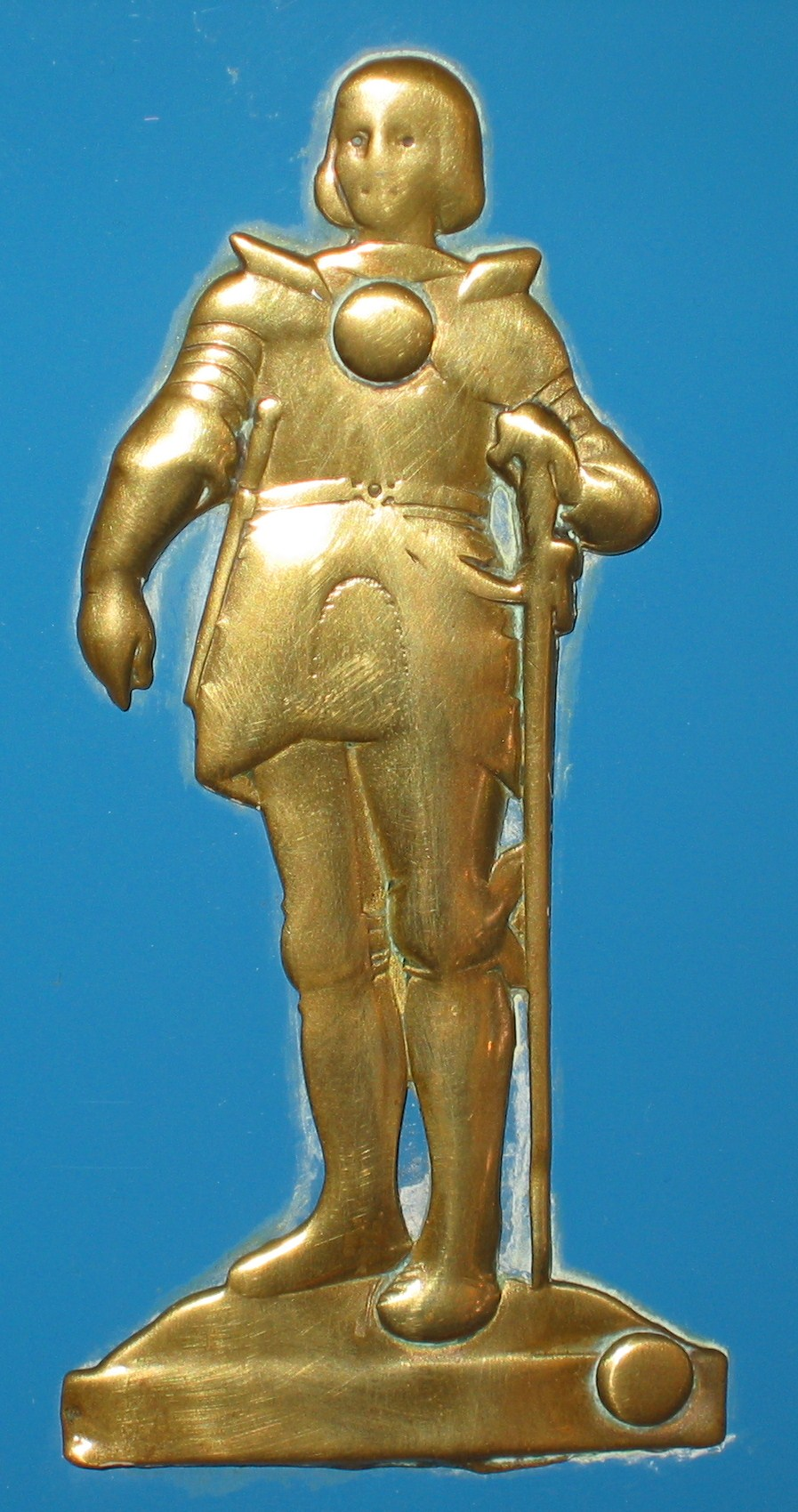
Emblema de Clément Bayard

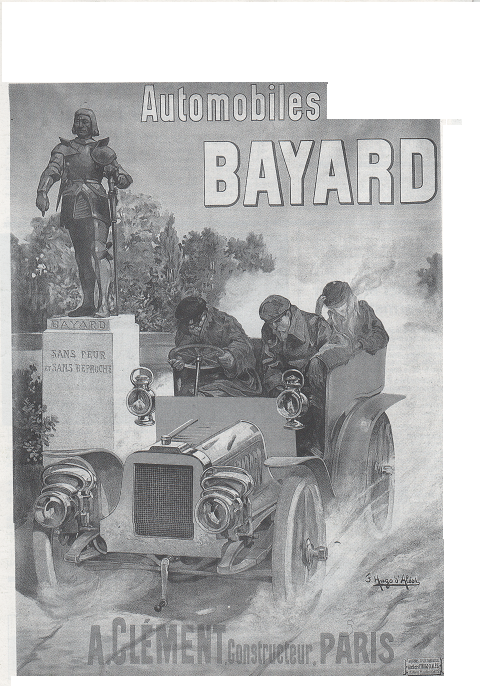
Imagen publicitaria de Clément-Bayard, mostrando la estatua del Chevalier Bayard situada delante de la fábrica de Mézières, cuya imagen sirvió de logotipo de la compañía (hacia 1905)

En 1896 Adolphe Clément, propietario de los extremadamente provechosos derechos de fabricación de los neumáticos Dunlop en Francia, se asoció con Harvey du Cros fundador de la firma Dunlop Tyres  para adquirir la Gladiator Cycle Company e incorporarla al importante conglomerado de fabricación de bicicletas de Clément, fundando la Gladiator & Humber & Co Limited. Rápidamente se expandió la gama de producto, dando paso en 1902 a las bicicletas motorizadas, automóviles y motocicletas.
Clément escogió el nombre de Bayard para su nueva marca. Tras la separación, ambas marcas construyeron modelos muy similares, pero las especificaciones fueron divergiendo gradualmente. Inicialmente, los automóviles Clément-Bayard se importaron en Gran Bretaña bajo la marca Talbot.

### Modelos

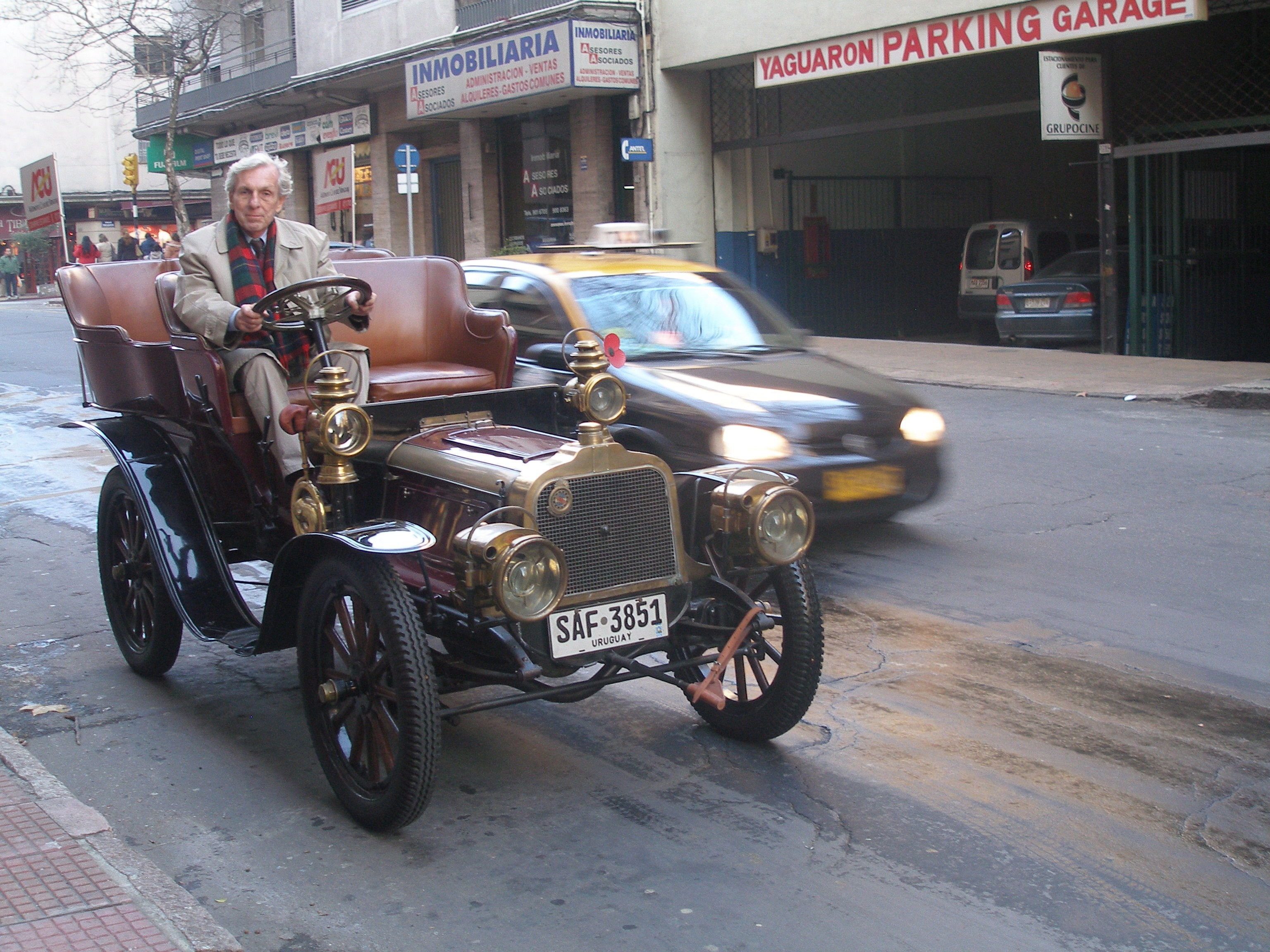
Clément-Bayard AC2K de 1904

La gama de modelos inicial incluía tres modelos (9 Hp, 12 Hp, 16 Hp), y fue realzada en 1904 con un 6 Hp monocilíndrico, un 7 Hp de cilindros gemelos, y modelos de 14 Hp, 20 Hp y 27 Hp con motores de 4 cilindros.
Desde 1904 la producción de Clément-Bayard en Levallois-Perret pasó de 1800 coches anuales a 3000 en 1907, empleando hasta 4000 trabajadores. La gama incluía varios modelos de lujo y de alta calidad: desde un pequeño dos asientos con motor de cilindros gemelos de 8-10 Hp, a un gran modelo de cuatro-cilindros de 50-60 Hp que podía superar los 60 km/h.
En 1907 el modelo 10/12 Hp incorporó una caja de cambios unitaria y un radiador de parrilla.
Clément-Bayard empezó en 1910 a fabricar un pequeño y elegante automóvil de bajo coste, un descapotable con motor de 4 cilindros 10/12 Hp, y que incorporaba un sistema de calefacción. Fue muy popular, y la producción continuó hasta el estallido de la guerra en 1914.
En 1913 las fábricas de Levallois y Mezieres estaban dedicadas a la producción de una amplia gama de productos que incluía chasis automovilísticos, carrocerías, automóviles, camiones, dirigibles, aviones, motores, canoas, bicicletas y generadores.
En la portada de la edición del 15 de noviembre de 1913 de la Revue de l'industrie automóvil et aéronautique (Revista de la Industria Automotiva y Aeroespacial) Clément-Bayard anunciaba un nuevo modelo con motor de 4-cilindros de 30-40 Hp.
A comienzos de 1914 Clément-Bayard disponía de una gama completa de doce modelos, de dos a seis asientos, equipados con motores que variaban desde un pequeño 7 Hp de cilindros gemelos por menos de 7000 francos a un gran 6-cilindros de 30 Hp. Además, había un modelo con motor Knight de 20 Hp de cuatro-cilindros 'sin válvulas' (válvulas de camisa) licenciado por Panhard et Levassor.
En ese mismo año la fábrica La Macérienne en Mézières fue capturada por el ejército alemán. La fabricación de automóviles en Levallois-Perret, París, fue suspendida, estando la fábrica dedicada a la producción de material de guerra.
Después de la Primera Guerra Mundial se retomó la producción de motores con un modelo de 8 Hp y otro de 17.6 Hp.

### Modelos: 1904, 1907, 1909, 1910

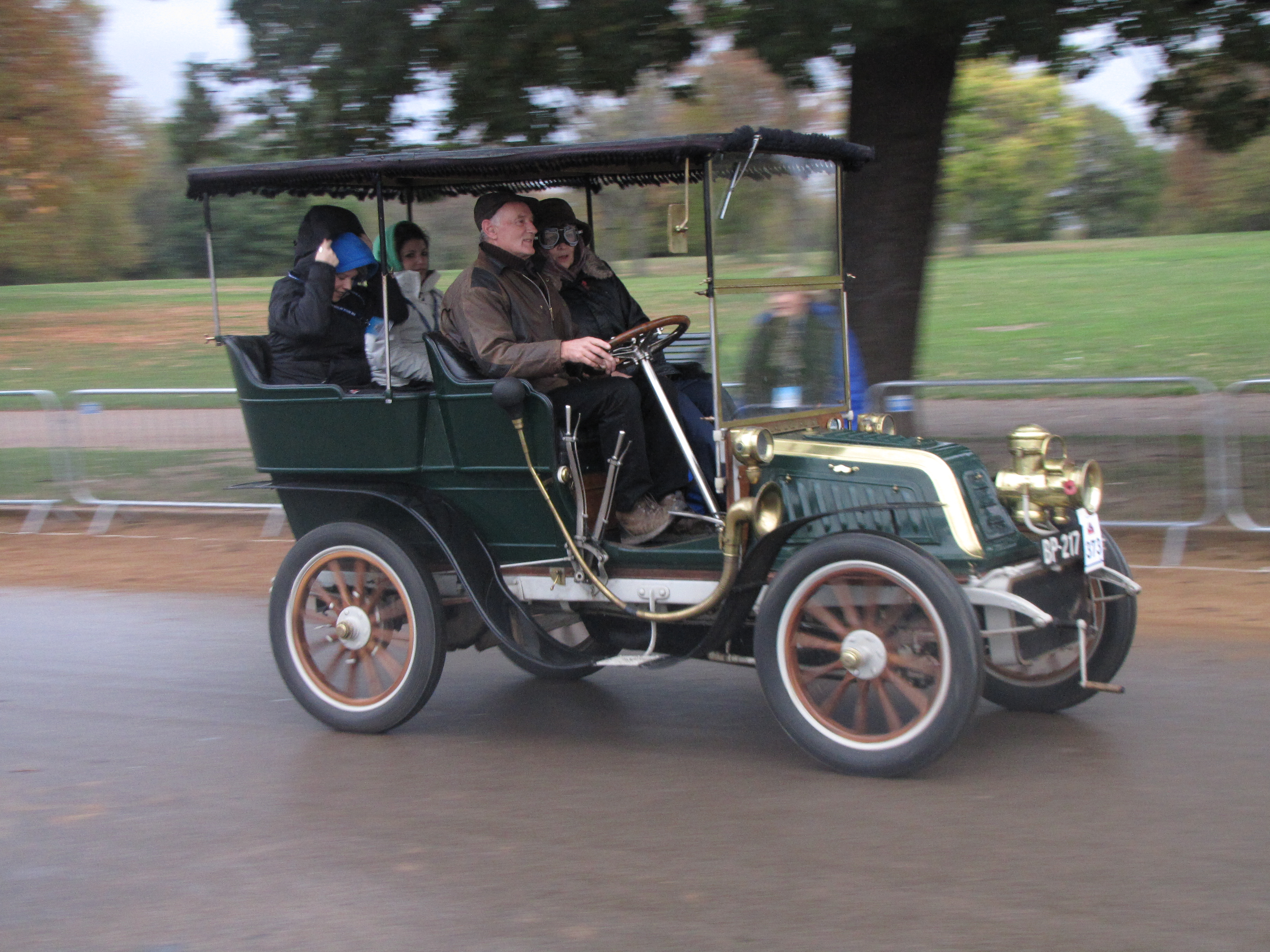
Bayard, 1904
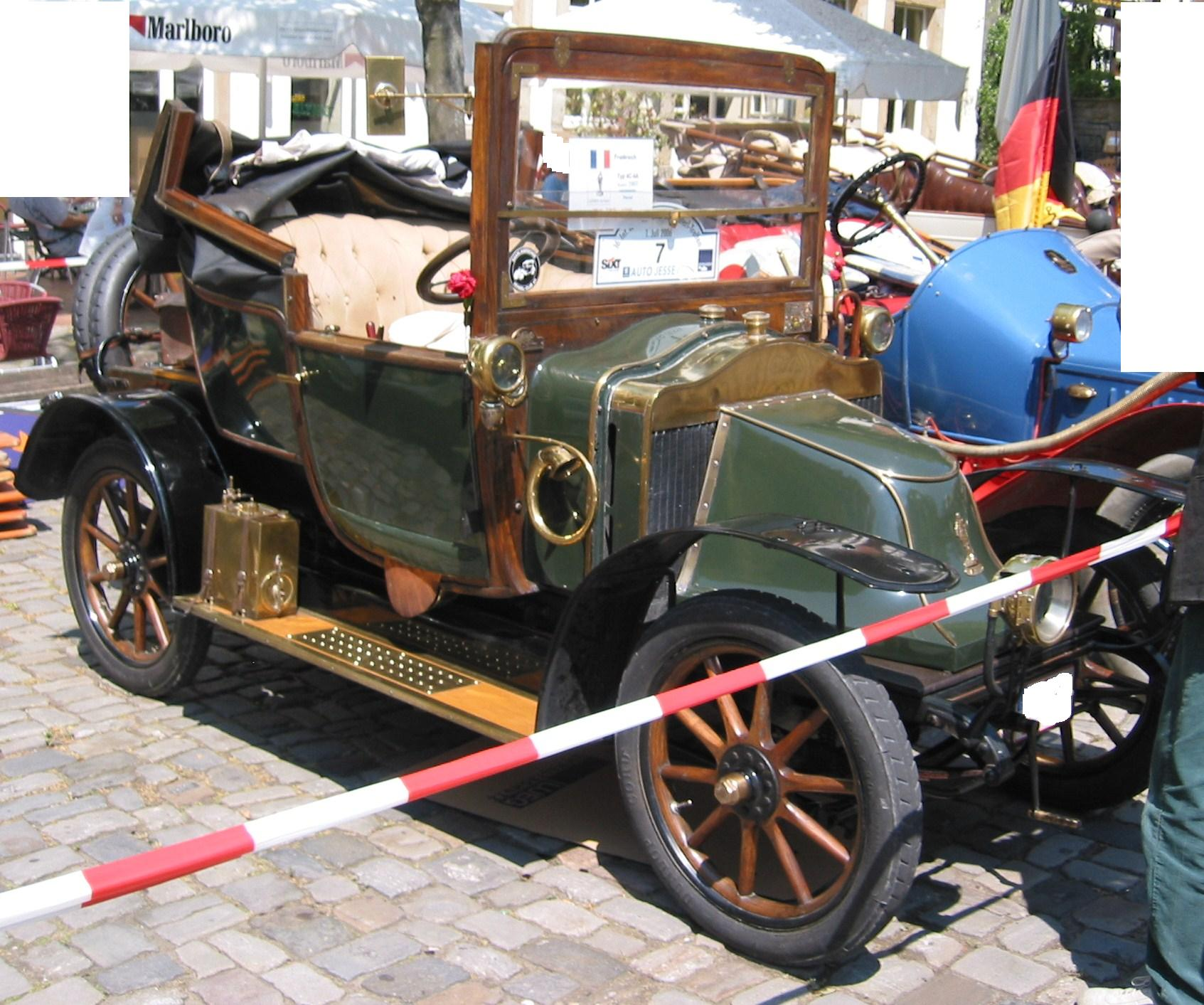
Clément-Bayard (Perret) 4C-4A, 1907
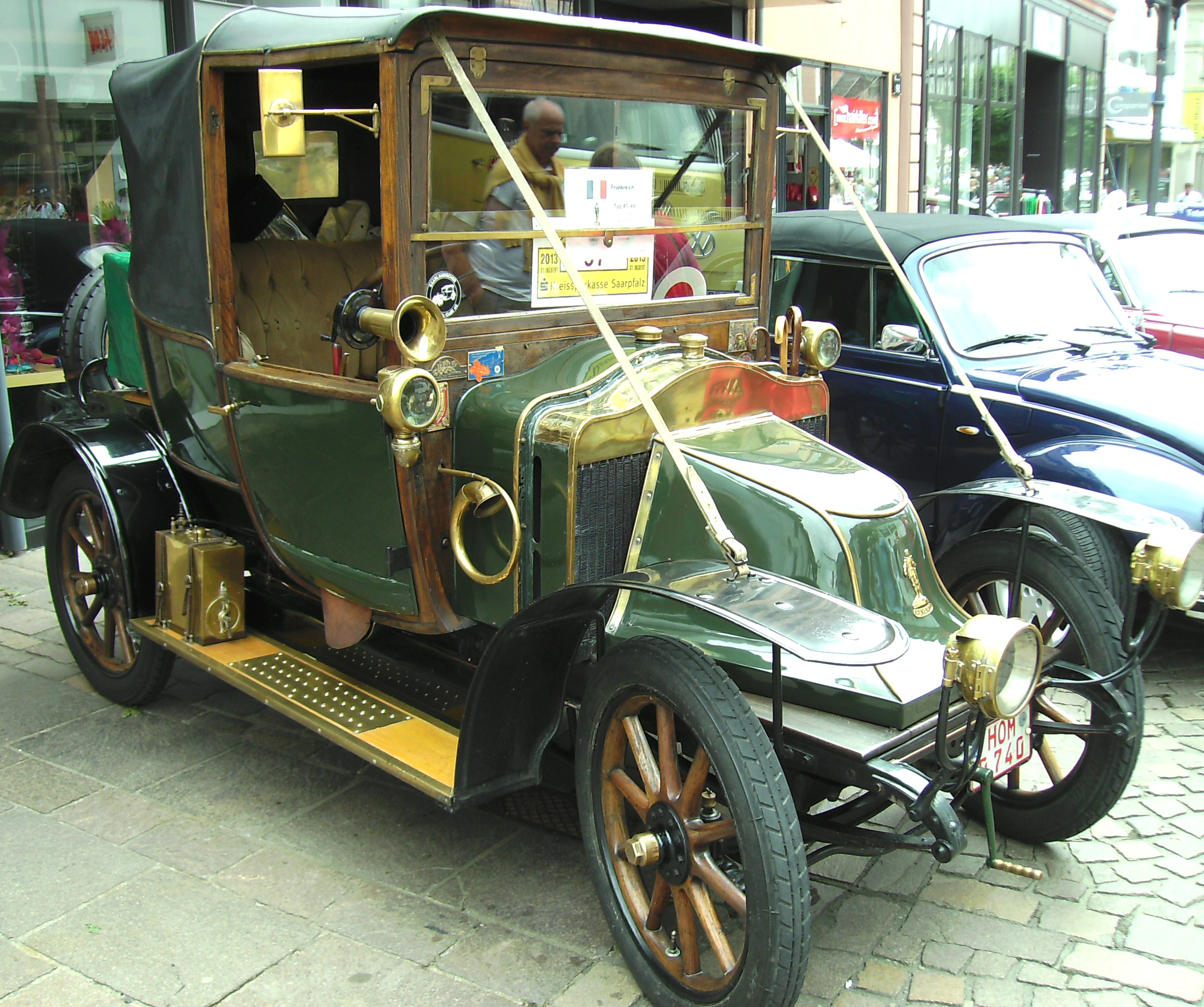
Clément-Bayard (Perret) 4C-4A, 1907
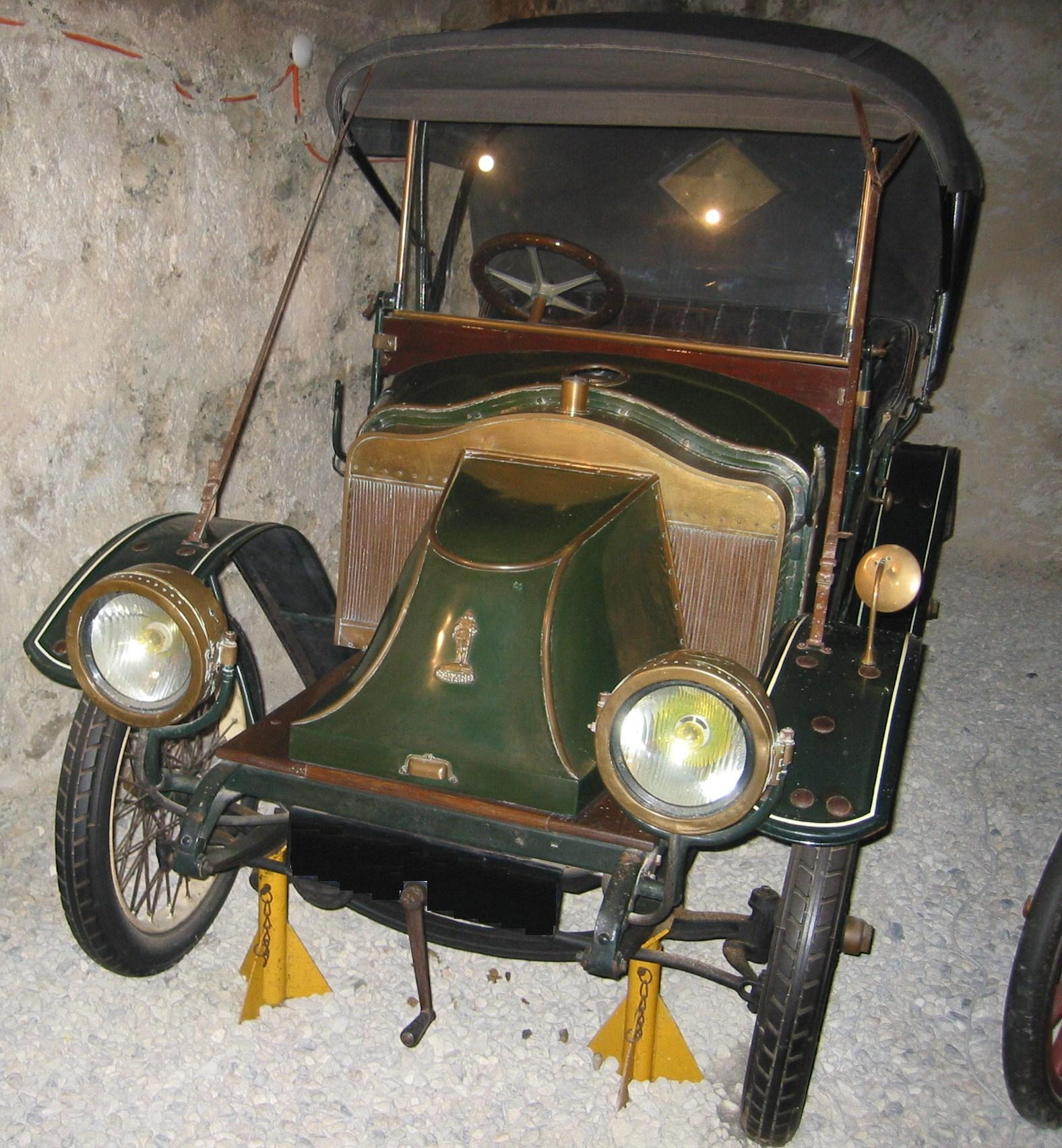
Clément-Bayard, 1909
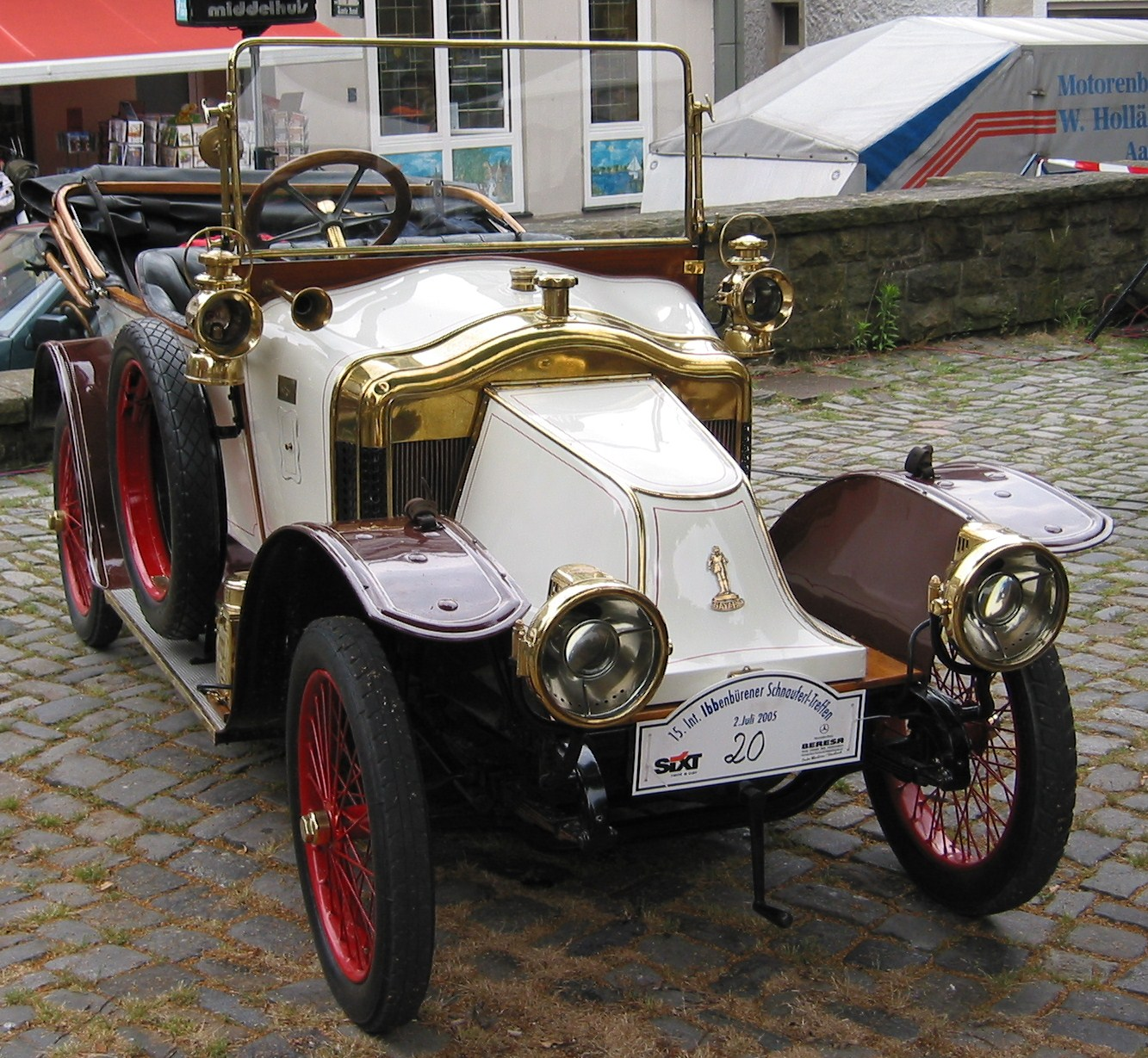
Clément-Bayard, 1910

## Coches de competición
Clément-Bayard empezó a construir automóviles en 1903, produciendo sus primeros coches de carreras en 1904. El equipo de corredores incluía a Albert Clément, Jacques Guders, Rene Hanriot, Marc-Philippe Villemain, 'Carlès', "De la Touloubre" y A. Villemain, y Pierre Garcets.

### Temporada 1904
Albert Clément acabó 10º en las I Eliminatoires Françaises de la Coupe Internationale, disputadas en el Bosque de Argonne el 20 de mayo de 1904. Se trataba de un concurso eliminatorio para seleccionar la participación francesa en la Coupe Internationale (Carrera Gordon Bennett), donde solo podían participar tres coches por país. Clement acabó las 6 vueltas, 532,79 km, en 7 horas 10 minutos y 52,8 segundos. Sus compañeros de equipo, Jacques Guders y Rene Hanriot, no llegaron a completar una sola vuelta.
Albert Clément ganó el II Circuit des Ardennes des Voiturettes el 24 de julio de 1904 en Bastogne. Completó el recorrido de 5 vueltas (240,010 km) en 4h 26m 52.6 segundos, a una velocidad media de 53,91 km/h en un Clement -(Bayard?) de 18 Hp (coche n° 5). También logró la vuelta más rápida de la carrera en 45 minutos 02 segundos (63,89 km/h).
Clément condujo su Clement-Bayard a la tercera plaza en el III Circuit des Ardennes en Bastogne, el 25 de julio de 1904. Completo las 5 vueltas (591,255 km) en 6 horas 34 minutos 43.2 segundos. Sus compañeros de equipo, Jacques Guders y Rene Hanriot, abandonaron tras completar cuatro vueltas cada uno.
Clément acabó segundo en la I.W.K. Vanderbilt Cup Race de 1904 en Long Island el 8 de octubre de 1904. Lideró 8 de las diez vueltas de la carrera, completando los 457,686 km en 5 horas 28 minutos y 13 segundos.

### Temporada 1905

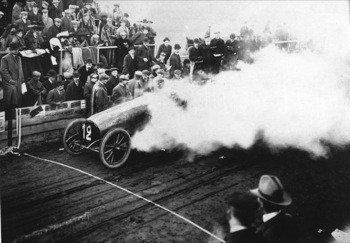
Albert Clement conduce un Clément-Bayard de 80 Hp en la Vanderbilt Cup de 1905

Albert Clément se retiró por un sobrecalentamiento de su Clement-Bayard tras la primera vuelta del II Eliminatoires Françaises de la Coupe Internationale en Auvernia el 16 de junio, prueba clasificatoria para la Coupe Internationale (Gordon Bennett). El compañero de equipo de Clement, Rene Hanriot, acabó décimo en 8 horas 23 minutos y 39,6 segundos, pero no se calificó, mienteas que Marc-Philippe Villemain se retiró después de tres vueltas.
En la Vanderbilt Cup de 1905 en Long Island, Clément condujo un 80 Hp Clément-Bayard (Francia #12), pero tuvo problemas de fiabilidad mecánica.
Clément se retiró con su Clément-Bayard tras la primera vuelta de 166 km de la II Coppa Florio en Brescia (Italia) el 4 de septiembre de 1905. Su compañero de equipo 'Carlès' se retiró tras 2 giros.

### Temporada 1906
Clément-Bayard inscribió 3 coches para el Gran Premio de Francia en Le Mans (temporada inaugural de 1906), donde Clément acabó tercero con su coche de 100 Hp. Completó los 1238 km en 12 horas 49 minutos y 46,2 segundos. Clément lideró la carrera al final de las vueltas 2 y 5 en el segundo día. Los pinchazos eran comunes, y el fabricante de neumáticos Michelin introdujo una llanta extraíble con un neumático ya fijado, que podía cambiarse en aproximadamente 4 minutos, cuando se tardaban 11 en sustituirlo manualmente. Estas ruedas fueron utilizadas por Felice Nazzaro en su FIAT, permitiéndole arrebatar la segunda plaza a Clément en el segundo día. Su padre Adolphe era el dueño de Dunlop Francia. Los compañeros de equipo de Clement, "De la Touloubre" y A. Villemain, se retiraron con sus modelos de 100 Hp tras completar 3 y 5 vueltas respectivamente.
Clément acabó 6º en el V Circuit des Ardennes el 13 de agosto de 1906 en Bastogne. Completó las 7 vueltas (961 km) en 6 horas 2 minutos y 55.2 segundos con Clement-Bayard de 100 Hp. Sus compañeros de equipo A. Villemain y Pierre Garcet acabaron 11º y 12º.
En la Copa Vanderbilt de 1906, Clément acabó 4º conduciendo un modelo de 100 Hp Clément-Bayard (Francia #15), completando las diez vueltas a una media de 95 km/h.

### Temporada 1907
Albert Clément murió mientras entrenaba para el Gran Premio de Francia de 1907, el 17 de mayo. De los otros tres Clément-Bayard inscritos, Pierre Garcet y Elliott Shepard, acabaron 7º y 8º respectivamente. El coche de Clément fue conducido por 'Alezy', que se retiró tras 4 vueltas.

### Temporada 1908
La compañía inscribió 3 coches para el Gran Premio de Francia de1908, montando motores de 12.963 cc y seis cilindros con árboles de levas en cabeza. Victor Rigal acabó 4º, Fernand Gabriel 12º, y Lucien Hautvast con el mecánico corredor Jean Chassagne se retiró.

### Otros acontecimientos
En 1905 Clément-Bayard ganó la Coupe de Calais y 'acabó bien' en la Course de Dourdan. En las ediciones de 1907 y 1908 los Clément-Bayard ganaron la Coupe de l'Automobile-Club de Cannes, y en 1908 también ganó el Tour de Francia Automovilístico.

## Fabricación de aviones

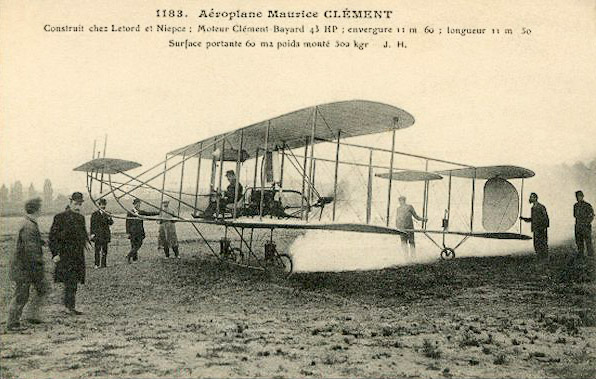
Maurice Clement a los mandos de un biplano Clement Bayard de 1908

Clément-Bayard fue una de las empresas pioneras francesas en la fabricación de motores de aeronaves y dirigibles, con aeronaves que realizaron sus primeros vuelos en 1908. Clément-Bayard creó la primera aeronave de producción en serie del mundo.
La compañía trabajada con Louis Capazza para producir el 'planeur' (planeador) Bayard-Clément' anunciado en L'Aérophile el 15 de mayo de 1908.
La compañía también empezó a trabajar con Alberto Santos-Dumont en 1908 para construir su monoplano Demoiselle N° 19 diseñado para competir por la Coupe d'Aviation Ernest Archdeacon premio del Aéro-Club de France. El avión era pequeño y estable, pero se planeó una producción en serie de 100 unidades, se construyeron 50, y se vendieron solo 15 a 7500 francos cada uno. Fue la primera aeronave en el mundo producido en serie. En 1909 se ofrecía con 3 motores a elegir: Clément 20 hp; Wright 4-cilindros 30 hp (Clement-Bayard obtuvo la licencia para fabricar motores Wright); y Clement-Bayard 40 Hp diseñado por Pierre Clerget. Alcanzaba los 120 km/h.
Pierre Clerget diseñó una gama de motores de aeronave Clement-Bayard, incluyendo un 7 cilindros supercharged radial, el 4 cilindros 40 Hp utilizado en el Demoiselle, un 4 cilindros 100 Hp utilizado en los monoplanos 'Hanriot Etrich', y un motor V8 de 200 Hp para dirigibles.

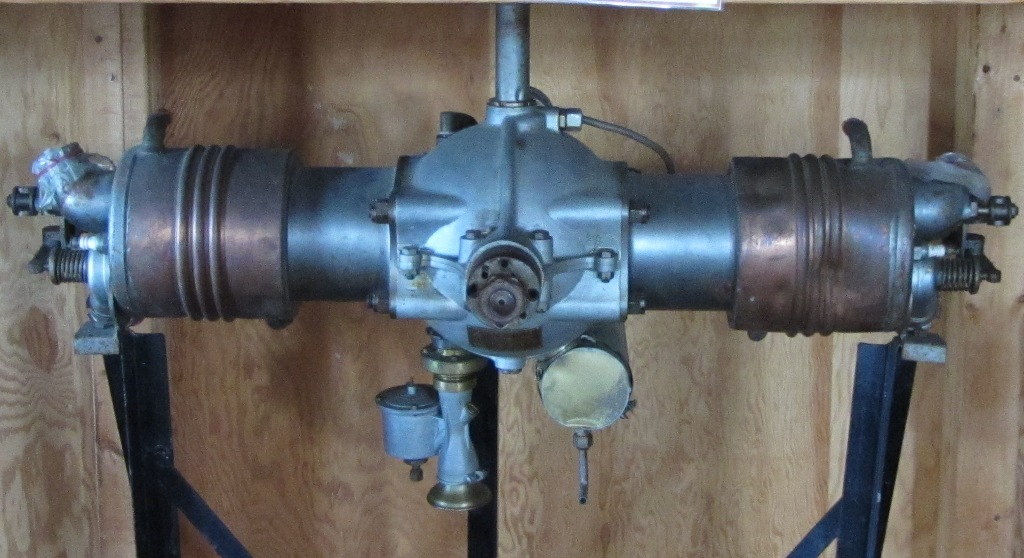
Motor Clement-Baryard de dos cilindros

En 1910 el Monoplano Clement-Bayard Núm. 1 fue presentado en la Exhibición de París. Jean Chassagne, que trabajó en el desarrollo y las pruebas, participó con éxito en una serie de pruebas pioneras de aviación, ganando las competiciones de resistencia, altitud y velocidad.
En 1912 Clément-Bayard construyó un biplano y tres modelos diferentes de motores de aeronave con cilindros opuestos.
En noviembre de 1912 se presentó el Monoplano Clement-Bayard Núm. 5. Estaba propulsado por un motor rotativo Gnome de 7 cilindros y 70 Hp. El piloto iba sentado en un arnés de aluminio y cuero.
En 1913 se realizó un biplano de tres asientos como parte de un proyecto militar, el Clément-Bayard Núm. 6. Estaba configurado con los dos observadores delante del piloto, y era propulsado por un motor de 4 cilindros y 100 Hp Clément-Bayard, o por un Gnome también de 4 cilindros.
En 1914 Clément-Bayard produjo monoplano de observación de acero propulsado por un motor de 80 o de 100 Hp Gnome et Rhône. La armadura de acero al níquel estaba diseñada como protección contra el fuego de un rifle.

## Fabricación de dirigibles
Dirigible Astra-Clément-Bayard

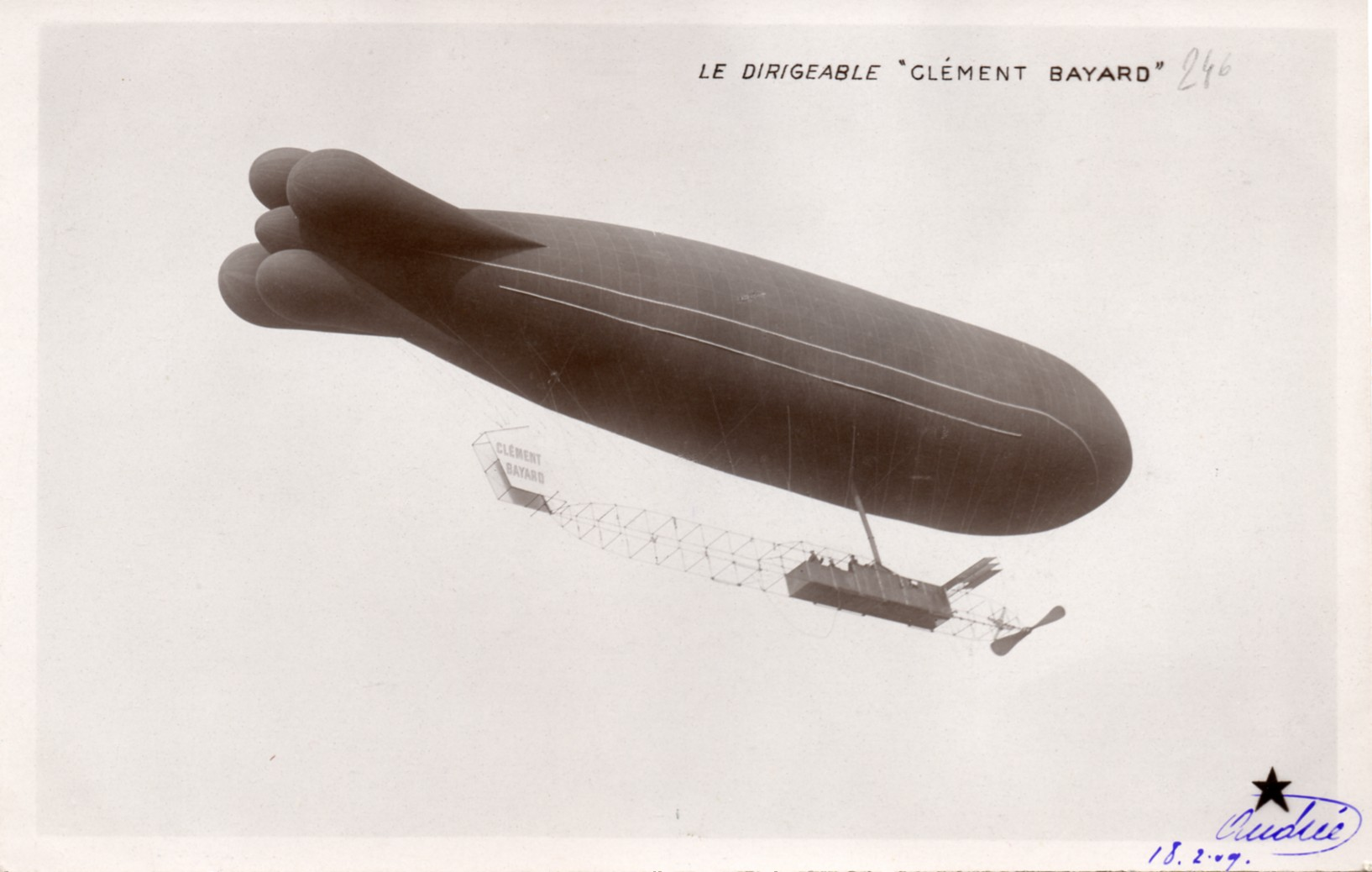
Astra-Clement-Bayard

En 1908, el industrial francés Adolphe Clément, que ya había hecho fortuna fabricando automóviles, motocicletas y bicicletas, se diversifico en la industria de la aeronáutica. Su primer proyecto fue un dirigible con forma lenticular diseñado por el aeronauta Louis Capazza, que nunca se construyó. En 1908 establece una colaboración con la firma constructora de dirigibles Société Astra para la construcción, de una aeronave más convencional cuyo resultado, fue el Astra-Clément-Bayard de 56,32 m de eslora y 3500 m³, y con un distintivo diseño de la envoltura que, presentaba cuatro grandes lóbulos en el extremo de popa, destinados a proporcionar estabilidad direccional. La Société Astra fue responsable de la fabricación de la envoltura, y la firma Clément-Bayard se hizo cargo de la góndola y el motor. Después de este esfuerzo de colaboración, la empresa comenzó a fabricar también las envolturas y por consiguiente dirigibles completos, en una nueva factoría en La Motte-Breuil construida en previsión de los pedidos del ejército francés, que había decidido comenzar a operar con dirigibles. El hangar de dirigibles en La Motte-Breuil es todavía mantenido por Clément-Talbot Ltd..
El dirigible Astra-Clément-Bayard fue ofrecido al gobierno francés, el cual considero su precio excesivo, por lo que fue adquirido por el Zar Nicolás II para el Ejército Imperial Ruso.
En 1910, el Clément-Bayard N°.2, pilotado por Maurice Clément, fue el primer dirigible en cruzar el Canal de la Mancha, recorriendo más de 380 km en 6 horas. El ejército francés encargó tres unidades.

### Dirigibles Clément-Bayard

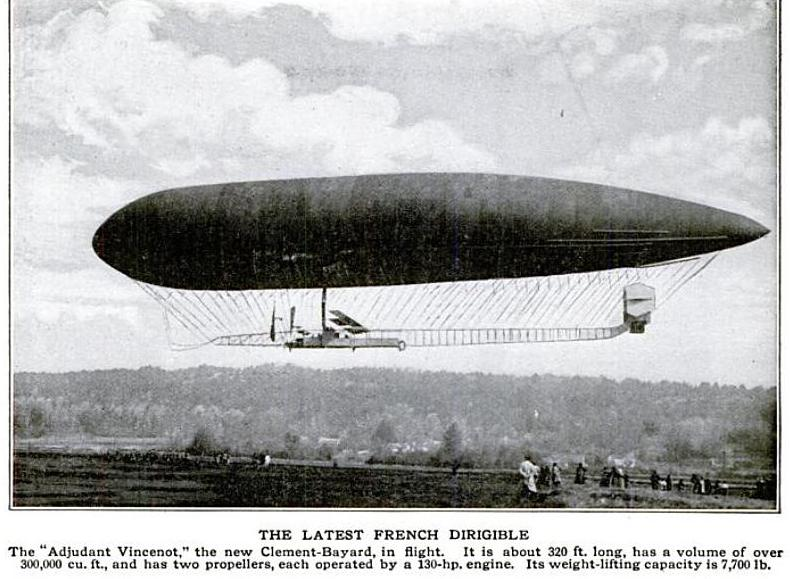
Clement-Bayard N° 4 "Adjudant Vincenot". Imagen de la revista "Popular Mechanics" de 1910

Fueron completados siete modelos de dirigibles Clément-Bayard.
- Astra-Clement-Bayard - 56,25 m de largo, 10.58 m de ancho, 3500 m³, propulsado por dos motores Clément-Bayard de 115 hp. Primer vuelo el 28 de octubre de 1908.
- N° 2 - 76,50 m de eslora, 13,22 m de manga,y un volumen de 7000 m³, propulsado por 2 motores Clément-Bayard de 120 hp. Velocidad máxima 54 km/h. Primer vuelo el 1 de junio de 1910.[21]
- N° 3 - Dupuy de Lôme, 89 m de largo, 13,5 m de ancho, 9000 m³, propulsado por 2 motores Clément-Bayard de 120 hp. Primer vuelo el 1 de mayo de 1912.[21]
- N° 4 - Adjudant Vincenot, 88.5 m de largo, 13.5 m de ancho, 9800 m³, propulsado por 2 motores Clément Bayard de 120 hp. Velocidad máxima 49 km/h. Primer vuelo en 1911.[21]
- Adj Vincenot Modificado - 87,3 m de largo, 13,5 m de ancho, 9800 m³, propulsado por 2 motores Clément-Bayard de 120 hp. Velocidad máxima 53 km/h. Primer vuelo el 13 de agosto de 1913.[21]
- N° 5 - Vendido para el ejército imperial ruso. 86 m de largo, 13,5 m de ancho, 9600 m³, propulsado por dos motores Clément-Bayard de 130 hp. Primer vuelo el 9 de febrero de 1913.[21]
- Nº 6 - Montgolfier- 73,5 m de eslora, 12,2 m de manga, capacidad de 6500 m³, propulsado por dos motores Clément-Bayard de 90 hp. Velocidad máxima 60 km/h. Primer vuelo el 31 de julio de 1913.[21]

## Fábricas utilizadas por Clément-Bayard
- En 1894 empezaron los trabajos de construcción en un anterior emplazamiento militar en el Faubourg Saint-Julian de Charleville-Mézières, para construir una nueva fábrica, que sería conocida como Usine La Macérienne. Clément supervisó personalmente el trabajo a distancia utilizando las fotografías tomadas todos los días y visitando el sitio una vez a la semana. En 1897 ya producía componentes y radios de ruedas para la Compañía de Bicicletas Gladiator. Cubría 15000 m² y utilizaba como planta motriz una turbina hidráulica, una sala de máquinas de vapor, la nave de máquinas principal, una fundición, un taller para el procesamiento de níquel, y el equipo de fabricación de piñones y radios para las bicicletas. La fábrica todavía existe, pero en la primavera de 2006 fue transformada en un centro cultural.[2]
- Clement-Bayard Automóviles estuvo situada en el Bulevar de la Saussaye 57 en Neuilly, París Oeste. Entre 1899 y 1922, triciclos y coches se construyeron allí.
- Poco después de la compra de Bicicletas Gladiator en 1896, Adolfe Clément empezó a construir la nueva fábrica en Levallois-Perret, en París Noroeste. Produjo bicicletas y varios coches desde 1898, (Clément-Panhard, Clément-Gladiator en 1901, Clément-Bayard en 1903), y fue donde se construyeron varios modelos de Citroën que incluyen el Citroën 2CV durante casi cuarenta años, de 1948 a 1988. Desde agosto de 1914 estuvo dedicada a la producción bélica.
- En 1909 Clément-Bayard empezó a fabricar dirigibles en una nueva factoría en La Motte-Breuil.[2]

## Actividad durante la Primera Guerra Mundial
Adolphe Clément cedió el control de Clément-Bayard a su hijo Maurice a comienzos de 1914, pero las consecuencias de la Primera Guerra Mundial para la compañía fueron desastrosas. La fábrica La Macérienne en Mézières, fue ocupada por los alemanes. La maquinaria fue embarcada hacia Alemania, y la forja, las fundiciones y los hornos fueron destruidos. El edificio expoliado fue utilizado como escuela de equitación interior para oficiales alemanes.
La producción de automóviles en Levallois-Perret, París, fue suspendida en agosto de 1914, y la factoría fue adaptada a la producción de guerra: equipamiento y vehículos militares; aero motores; dirigibles y aviones.

## Cierre
En 1922 la compañía de automóviles Clément-Bayard fue vendida a André Citroën, sociedad en la que Adolphe Clément también había invertido financieramente, convirtiéndose la fábrica de Levallois-Perret en el centro de fabricación del 2CV durante los siguientes 40 años.